# Centrotus albigutta
Centrotus albigutta är en insektsart som beskrevs av Walker 1870. Centrotus albigutta ingår i släktet Centrotus och familjen hornstritar. Inga underarter finns listade i Catalogue of Life.